# Kiès
Pour l’article ayant un titre homophone, voir Quies.
Kiès est une localité située dans le département de Samba de la province du Passoré dans la région Nord au Burkina Faso.

## Géographie
Kiès se trouve à 5 km au nord-est de Samba, le chef-lieu du département, et à environ 30 km au sud du centre de Yako, le chef-lieu de la province. La localité est distante de 2 km de la route nationale 13.

## Santé et éducation
Le centre de soins le plus proche de Kiès est le centre de santé et de promotion sociale (CSPS) de Samba tandis que le centre médical avec antenne chirurgicale (CMA) de la province se trouve à Yako.